# Jupiter (remorqueur)
Pour les articles homonymes, voir Jupiter (navire).
Jupiter est un remorqueur portuaire américain qui a été construit à Philadelphie en 1902 par Neafie & Levy (en) pour la Standard Oil Company de New York ("Socony"), et a été nommé Socony N°14. En 1939, il a été vendu à l'Independent Pier Company (en) à Philadelphie et a été rebaptisé Jupiter. Il est visite sur Penn's Landing à Philadelphie.

## Historique
Lorsque le cuirassé USS New Jersey a été lancé en décembre 1942, Jupiter était l'un des remorqueurs qui a aidé à le déplacer. Soixante-quinze ans plus tard, Jupiter a participé à une cérémonie pour commémorer l'anniversaire du lancement (et de l'attaque de Pearl Harbor un an auparavant).
En 1949, Jupiter fit réaménager un moteur à Baltimore, le convertissant de la vapeur au diesel. En 1999, il a été retiré du travail et a été vendu à la Penn's Landing Corporation.

## Préservation
Jupiter est entretenu et préservé par la Philadelphia Ship Preservation Guild et est utilisé pour le tourisme.

## Galerie

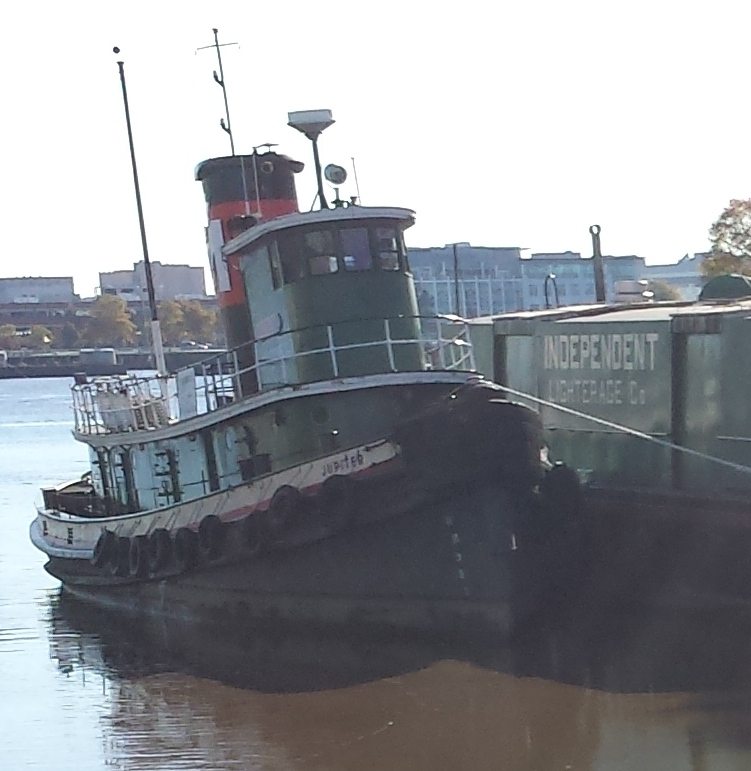
Jupiter en 2014.
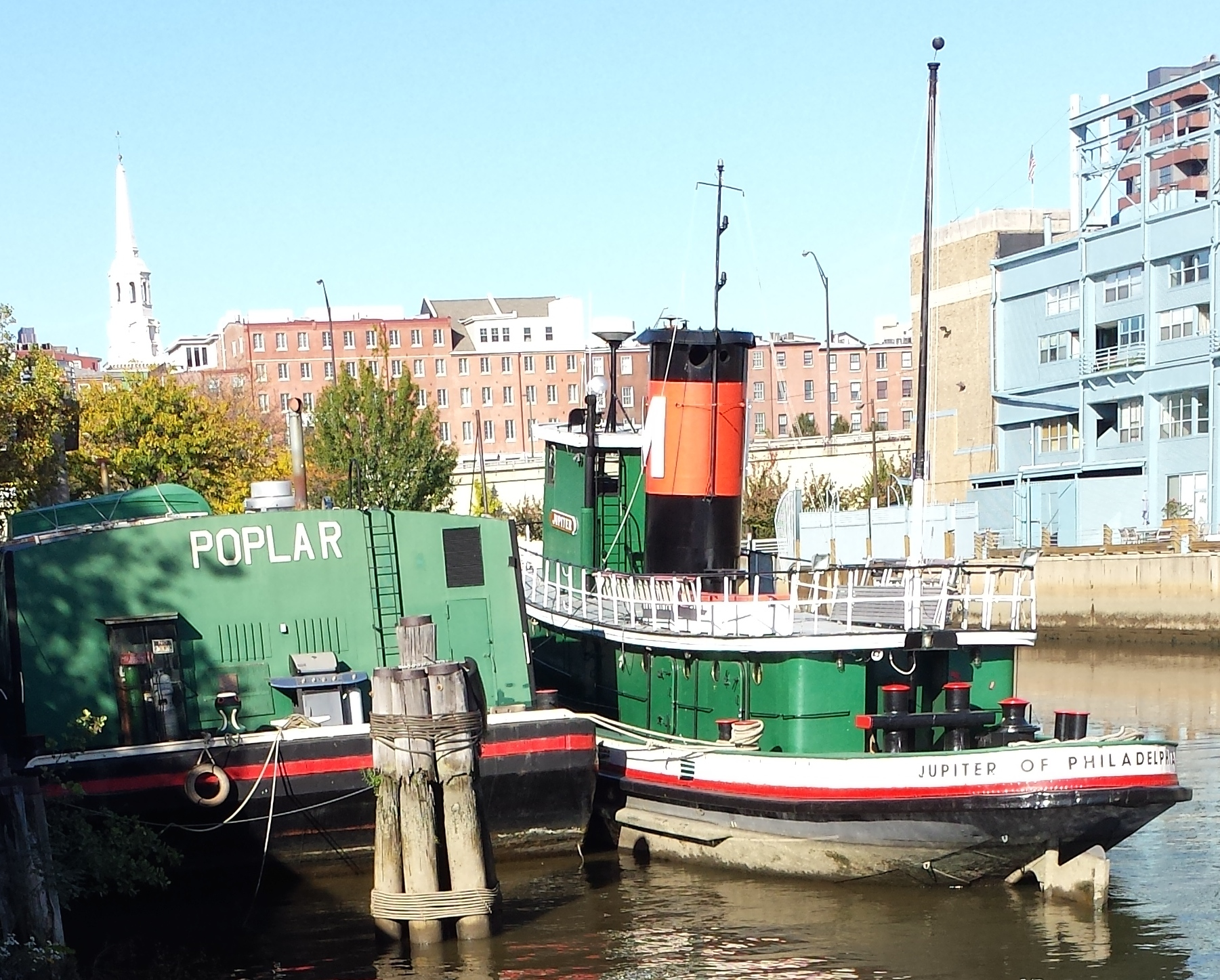
Jupiter en 2014.